# 贝桑地区克里克维尔
贝桑地区克里克维尔（法語：Cricqueville-en-Bessin，法語發音：[kʁikvil ɑ̃ bɛsɛ̃] ⓘ）是法国卡尔瓦多斯省的一个市镇，属于巴约区。

## 地理
贝桑地区克里克维尔（49°22'40"N, 0°59'56"W）面积8.55 平方千米，位于法国诺曼底大区卡爾瓦多斯省，该省份为法国西北部沿海省份，北濒大西洋英吉利海峡，东北与滨海塞纳省以海上边界相接，东临厄尔省，南至奧恩省，西与芒什省接壤。
与贝桑地区克里克维尔接壤的市镇（或旧市镇、城区）包括：拉康布、格朗康-迈西、圣皮埃尔迪蒙。

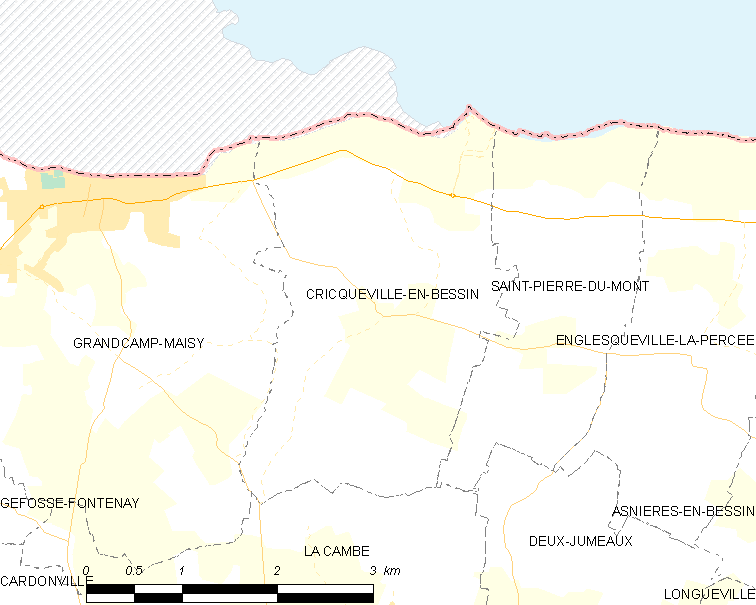
贝桑地区克里克维尔的OSM定位图

贝桑地区克里克维尔的时区为UTC+01:00、UTC+02:00（夏令时）。

## 行政
贝桑地区克里克维尔的邮政编码为14450，INSEE市镇编码为14204。

## 政治
贝桑地区克里克维尔所属的省级选区为特雷维耶尔县。

## 人口

1962-2008年间贝桑地区克里克维尔人口变化图示

贝桑地区克里克维尔于2022年1月1日时的人口数量为170人。